# Verjährung (Deutschland)
Verjährung ist ein sowohl im Zivilrecht als auch im öffentlichen Recht (einschließlich des Steuerrechts) und im Strafrecht verwendeter Rechtsbegriff, dessen Wesen und Inhalt sich nach dem jeweiligen Rechtsgebiet bestimmt und dessen Rechtsfolgen regelmäßig nach Ablauf einer bestimmten Verjährungsfrist eintreten. Im Zivilrecht führt der Ablauf der Verjährungsfrist (also der Eintritt der Verjährung) dazu, dass dem Schuldner von Gesetzes wegen ein Leistungsverweigerungsrecht eingeräumt wird (§ 214 BGB). Die Geltendmachung dieses Leistungsverweigerungsrechts durch den Schuldner führt dazu, dass der Gläubiger seinen Anspruch nicht mehr durchsetzen kann, obwohl dieser nicht erloschen ist. Im öffentlichen Recht führt der Eintritt der Verjährung regelmäßig ebenfalls lediglich zur Einräumung eines Leistungsverweigerungsrechts. Ausnahmsweise führt der Eintritt der Verjährung aber auch zum Erlöschen des Anspruchs (z. B. §§ 228 ff., 232 Abgabenordnung). Die strafrechtliche Verjährung stellt ein Verfahrenshindernis dar, das heißt, die Straftat kann nicht mehr verfolgt werden, entsprechend bei Ordnungswidrigkeiten. Von der Verjährung zu unterscheiden ist die dieser ähnliche Verwirkung.

## Zivilrecht

### Verjährbarkeit
Nur materiellrechtliche Ansprüche unterliegen der Verjährung, unabhängig, ob sie vertraglicher oder gesetzlicher, vermögensrechtlicher oder nichtvermögensrechtlicher Natur sind.
Die Verjährung ist jedoch für einige Ansprüche gesetzlich ausgeschlossen, unter anderem bestimmte familienrechtliche Ansprüche, Berichtigungsansprüche gegen öffentliche Register (wie z. B. der Grundbuchberichtigungsanspruch), Auseinandersetzungsansprüche von Gemeinschaften (wie z. B. der Erbengemeinschaft), eingetragene Rechte, das Recht zum Besitz, sowie gemäß § 924 BGB einige nachbarrechtliche Ansprüche. Seit 30. Dezember 2021 tritt für zivilrechtliche Ansprüche aus Verbrechen, die nicht der Verfolgungsverjährung unterliegen (Mord und Verbrechen, die im Völkerstrafgesetzbuch enthalten sind), auch keine zivilrechtliche Verjährung mehr ein (das gilt gemäß Art. 229 § 63 EGBGB rückwirkend für alle noch nicht verjährten Fälle, also für alle Morde, die nach dem 29. Dezember 1991 begangen wurden).
Nicht der Verjährung unterliegen Verträge selber, einschließlich der Dauerschuldverhältnisse, Gestaltungsrechte und absolute Rechte.

### Verjährungsfristen
Die Verjährungsvorschriften des Bürgerlichen Gesetzbuchs (§§ 194 ff. BGB) wurden durch das Gesetz zur Modernisierung des Schuldrechts (die „Schuldrechtsreform“) geändert. So wurde die Regelverjährung von dreißig Jahren verkürzt auf drei Jahre; Hemmung und Neubeginn (früher Unterbrechung) sind neu geregelt. Die Neufassung gilt seit dem 1. Januar 2002; zum 1. Januar 2010 und 30. Juni 2013 gab es Änderungen. Die Überleitungsvorschrift enthalten Art. 229 § 6, § 23 und 31 EGBGB.
Die Regelmäßige Verjährungsfrist beträgt drei Jahre (§ 195 BGB).
Wichtige Fälle davon abweichender Fristen (sowohl von der Länge der Verjährungsfrist als auch vom Beginn derselben) sind:
- Ansprüche auf Übertragung des Eigentums an einem Grundstück sowie auf Begründung, Übertragung oder Aufhebung eines Rechts an einem Grundstück oder auf Änderung des Inhalts eines solchen Rechts sowie die Ansprüche auf die Gegenleistung verjähren in zehn Jahren. § 196 BGB.
- Schadensersatzansprüche, die auf der vorsätzlichen Verletzung des Lebens, des Körpers, der Gesundheit, der Freiheit oder der sexuellen Selbstbestimmung beruhen, Herausgabeansprüche aus Eigentum sowie rechtskräftig festgestellte Ansprüche verjähren in dreißig Jahren, § 197 BGB.
- Mängelansprüche beim Kauf verjähren in fünf Jahren bei einem Bauwerk, in zwei Jahren bei allen übrigen Fällen (insbesondere bei beweglichen Sachen) (§ 438 BGB).
- Mängelansprüche beim Werkvertrag verjähren bei einem Bauwerk in fünf Jahren (§ 634a Abs. 1 Nr. 2 BGB); bei Werkleistungen, die auf Herstellung, Wartung oder Veränderung (z. B. Reparatur) einer Sache gerichtet sind, in zwei Jahren (§ 634a Abs. 1 Nr. 1 BGB); im übrigen in drei Jahren (§ 634a Abs. 1 Nr. 3 BGB).
- Beim Reisevertrag verjähren Ansprüche des Reisenden in zwei Jahren (§ 651j BGB).
- Beim Mietvertrag verjähren Ersatzansprüche des Vermieters wegen Veränderung oder Verschlechterung der Mietsache und des Mieters wegen Aufwendungen in sechs Monaten; die Frist beginnt für den Vermieter ab Übergabe der Mietsache, für den Mieter ab Beendigung des Mietverhältnisses (§ 548 BGB).
- Bei gewerblichen Transportverträgen nach §§ 407 ff. HGB verjähren Ansprüche in einem Jahr (§ 439 Abs. 1 S. 1 HGB). Sofern vorsätzliches oder leichtfertiges Verhalten des Schuldners in Bezug auf Schäden am Transportgut oder bei Verspätungsschäden vorliegt, beträgt die Verjährungsfrist (nur) hierzu abweichend davon drei Jahre (§ 439 Abs. 1 S. 2 HGB).[5] Für den Umzugsvertrag, den Vertrag über multimodalen Verkehr (Multimodalvertrag, § 452 HGB), den Speditionsvertrag und den Lagervertrag gelten diese Fristen ebenfalls.
- Bei den Verträgen des deutschen Seehandelsrechts tritt die Verjährung nach einem Jahr ein (§ 605 Nr. 1 HGB), ebenso bei damit konkurrierenden außervertraglichen Ansprüchen (§ 610 HGB). Die Verjährungsfrist beginnt mit dem Tag, an dem das Gut abgeliefert wurde oder wenn es nicht abgeliefert wurde, mit dem Tag, an dem es hätte abgeliefert werden müssen (§ 607 I 1 HGB).[6]
- Der Anspruch auf Wiedereinräumung des Besitzes nach der Verübung verbotener Eigenmacht verjährt in einem Jahr nach der Verübung, wenn nicht zuvor Klage erhoben wird (§ 864 BGB).

### Verjährungsbeginn

#### Beginn der regelmäßigen Verjährungsfrist (§ 199 Abs. 1 BGB)
„Die regelmäßige Verjährungsfrist beginnt, soweit nicht ein anderer Verjährungsbeginn bestimmt ist, mit dem Schluss des Jahres, in dem der Anspruch entstanden ist (§ 199 Abs. 1 Nr. 1 BGB) und der Gläubiger von den den Anspruch begründenden Umständen und der Person des Schuldners Kenntnis erlangt oder ohne grobe Fahrlässigkeit erlangen müsste (§ 199 Abs. 1 Nr. 2 BGB).“
Der Beginn der regelmäßigen Verjährung nach § 199 Abs. 1 BGB wird im Einzelnen bestimmt durch:
(1) den Zeitpunkt des Entstehens des Anspruchs (§ 199 Abs. 1 Nr. 1 BGB);
(2) Verschieben des Fristbeginns auf das Ende des entsprechenden Jahres („Ultimoregelung“) (§ 199 Abs. 1 Hs. 1 BGB);
(3) den Zeitpunkt der Kenntnis oder grob fahrlässige Unkenntnis der den Anspruch begründenden Umstände und der Person des Schuldners (§ 199 Abs. 1 Nr. 2 BGB) (so genannte „subjektive Verjährung“);
(4) Zumutbarkeit der Klageerhebung (ungeschriebene Voraussetzung).
(1) Zeitpunkt des Entstehens des Anspruchs (§ 199 Abs. 1 Nr. 1 BGB)
„Entstanden ist ein Anspruch, wenn er im Wege der Klage geltend gemacht werden kann. Dies setzt grundsätzlich die Fälligkeit des Anspruchs voraus, da erst von diesem Zeitpunkt an (§ 271 Abs. 2 Hs. 1 BGB) der Gläubiger mit Erfolg die Leistung fordern und gegebenenfalls den Ablauf der Verjährungsfrist durch Klageerhebung unterbinden kann“.
(2) Verschieben des Fristbeginns auf das Ende des entsprechenden Jahres („Ultimoregelung“) (§ 199 Abs. 1 Hs. 1 BGB)
Nach § 199 Abs. 1 Hs. 1 BGB wird der nach (1) irgendwann im Jahr liegende Fristbeginn auf das Ende des entsprechenden Jahres verschoben. Der Fristbeginn wird also hinausgeschoben und zwar auf das Ende des Jahres, in dem alle sonstigen Voraussetzungen zum ersten Mal vorliegen. Dies hat vor allem praktische Gründe und galt schon bei der Verjährung nach altem Recht für Ansprüche nach den §§ 196, 197 BGB a. F. Diese Ultimoverjährung wurde bei der Schuldrechtsreform unter anderem von der Anwaltschaft gefordert. Die Forderung ist also bis 31. Dezember des jeweiligen Jahres 24:00 Uhr unverjährt und ab 1. Januar des Folgejahres 00:00 Uhr verjährt. Diese Frist wird als Ultimoverjährung bezeichnet.
- Beispiel: Der Lohnanspruch eines Arbeitnehmers aus Januar 2012 verjährt mit Ablauf des 31. Dezember 2015, ein Donnerstag.

(§ 193 BGB findet auf den Ablauf von Verjährungsfristen Anwendung. Fällt der 31. Dezember daher auf einen Sonn- oder Feiertag oder auf einen Sonnabend, „so tritt an die Stelle eines solchen Tages der nächste Werktag“ (§ 193 BGB)).
(3) Zeitpunkt der Kenntnis oder grob fahrlässige Unkenntnis der den Anspruch begründenden Umstände und der Person des Schuldners (§ 199 Abs. 1 Nr. 2 BGB)
Bei der Auslegung des § 199 Abs. 1 Nr. 2 BGB kann die Rechtsprechung des Bundesgerichtshofs (BGH) zu § 852 BGB a. F. herangezogen werden.
Eine „erforderliche [d. h. ausreichende] Kenntnis von der Person des Schuldners [liegt] im Allgemeinen vor, wenn dem Gläubiger die Erhebung einer Klage Erfolg versprechend, wenn auch nicht risikolos, möglich ist“.
- Bei einem Schadensersatzanspruch reicht es aus, dass der Betroffene Kenntnis vom Schaden zumindest dem Grunde nach, von seiner eigenen Schadensbetroffenheit und von der Person des Ersatzpflichtigen hat.[10]

- „Bereicherungsansprüche verjähren nach der Regelverjährung des § 195 BGB in drei Jahren. Die regelmäßige Verjährungsfrist beginnt grundsätzlich mit dem Schluss des Jahres, in dem der Anspruch entstanden ist und der Gläubiger von den den Anspruch begründenden Umständen Kenntnis erlangt hat oder ohne grobe Fahrlässigkeit erlangen musste (§ 199 Abs. 1 BGB). Der Gläubiger eines Bereicherungsanspruchs aus § 812 Abs. 1 Satz 1  1 BGB hat Kenntnis von den anspruchsbegründenden Umständen, wenn er von der Leistung und den Tatsachen weiß, aus denen sich das Fehlen des Rechtsgrundes ergibt (…). Der Verjährungsbeginn setzt aus Gründen der Rechtssicherheit und Billigkeit grundsätzlich nur die Kenntnis der den Anspruch begründenden Umstände voraus. Nicht erforderlich ist in der Regel, dass der Gläubiger aus den ihm bekannten Tatsachen die zutreffenden rechtlichen Schlüsse zieht“.[11]

„Grob fahrlässige Unkenntnis liegt vor, wenn dem Gläubiger die Kenntnis fehlt, weil er die im Verkehr erforderliche Sorgfalt in ungewöhnlich grobem Maße verletzt und auch ganz nahe liegende Überlegungen nicht angestellt oder das nicht beachtet hat, was jedem hätte einleuchten müssen“.
(4) Zumutbarkeit der Klageerhebung (insbesondere Rechtsunkenntnis „bei unsicherer und zweifelhafter Rechtslage“)
„Rechtsunkenntnis kann … im Einzelfall bei unsicherer und zweifelhafter Rechtslage den Verjährungsbeginn hinausschieben (…). In diesem Fall fehlt es an der Zumutbarkeit der Klageerhebung als übergreifender Voraussetzung für den Verjährungsbeginn“. Eine Unzumutbarkeit kann auch dann vorliegen, wenn eine feste entgegenstehende Rechtsprechung eines Obergerichts (z. B. BGH, BAG etc.) besteht. Dies bis zu dem „Zeitpunkt“, an dem „eine Abkehr von der bisherigen höchstrichterlichen Rechtsprechung [zu] erwarten“ ist.
Das Vorliegen dieses Ausnahmefalles ist eine Einzelfallfrage:
- Beispiel: „Die kenntnisabhängige Verjährungsfrist des § 199 Abs. 1 BGB begann für Rückforderungsansprüche wegen unwirksam formularmäßig vereinbarter Bearbeitungsentgelte in Verbraucherdarlehensverträgen nach § 488 BGB erst mit dem Schluss des Jahres 2011 zu laufen. Zuvor war einzelnen Darlehensnehmern die Erhebung einer Rückforderungsklage nicht zumutbar.“[11]

„Ist der Beginn der Verjährungsfrist gemäß § 199 Abs. 1 BGB in Fällen unsicherer und zweifelhafter Rechtslage ausnahmsweise wegen der Rechtsunkenntnis des Gläubigers hinausgeschoben, beginnt die Verjährung mit der objektiven Klärung der Rechtslage. Auf die Kenntnis bzw. grob fahrlässige Unkenntnis des Gläubigers von dieser Klärung kommt es nicht an.“

#### Abweichender Verjährungsbeginn
- Bei nicht der Regelverjährung unterliegenden Ansprüchen beginnt die Verjährung, soweit nichts anderes geregelt ist, mit der Entstehung des Anspruchs (§ 200 BGB).
- Bei rechtskräftig festgestellten Ansprüchen, zum Beispiel durch Urteil, beginnt die Verjährung mit der Rechtskraft der Entscheidung (§ 201 BGB).
- Die Verjährung der kaufrechtlichen Mängelansprüche beginnt bei Grundstücken mit der Übergabe, im Übrigen mit der Ablieferung der Sache, also nicht mit Vertragsschluss (§ 438 Abs. 2 BGB).
- Beim Werkvertrag beginnt die Verjährung der Mängelansprüche im Regelfall mit der Abnahme (§ 634a Abs. 2 BGB).
- Beim Reisevertrag beginnt sie mit dem Tag, an dem die Reise dem Vertrag nach enden sollte (§ 651g Abs. 2 BGB).
- Beim Mietvertrag beginnt die oben genannte kurze Verjährung für Ansprüche des Vermieters dann, wenn er die Mietsache zurückerhält, für solche des Mieters mit der Beendigung des Mietverhältnisses (§ 548 BGB).
- Besonderheiten gelten nach dem Grundsatz der Schadenseinheit für den Verjährungsbeginn bei Schadensersatzansprüchen.
- Beim gewerblichen Transportvertrag (und den anderen ähnlichen Verträgen, wie dem deutschen Seehandelsrecht) beginnt die Verjährung der Ansprüche mit Ablieferung des Gutes oder dem vereinbarten Ablieferungstermin (§ 439 Abs. 2 HGB).

### Ablauf und Ende
Den Lauf der Verjährungsfrist können beeinflussen:
Die Hemmung:
Für die Dauer der Hemmung ist der Lauf der Verjährung angehalten, nach Wegfall des Hemmungsgrundes läuft die restliche Frist weiter (§ 209 BGB).
Ablaufhemmung gibt es bei nicht voll Geschäftsfähigen ohne gesetzlichen Vertreter (§ 210 BGB) sowie in Nachlassfällen (§ 211 BGB).
Neubeginn der Verjährung tritt nach § 212 BGB ein durch
- Anerkenntnis des Anspruchs, als solches gilt Abschlagszahlung, Zinszahlung unter anderem
- Beantragung oder Vornahme einer gerichtlichen oder behördlichen Vollstreckungshandlung.

Absolute Verjährung:
„Auf jeden Fall“, ohne Rücksicht auf Entstehung und Kenntnis, verjähren nach § 199 Abs. 2 BGB in dreißig Jahren Schadensersatzansprüche wegen Verletzung von Leben, Körper, Gesundheit oder Freiheit ab Begehung der Handlung, Pflichtverletzung oder sonstigem schadensauslösenden Ereignis.
Sonstige Schadensersatzansprüche verjähren ohne Rücksicht auf die Kenntnis usw. in zehn Jahren von ihrer Entstehung an, ohne Rücksicht auf Entstehung und Kenntnis usw. in dreißig Jahren von dem den Schaden auslösenden Ereignis an. Maßgeblich ist die früher endende Frist (§ 199 Abs. 3 BGB).
Erbrechtliche Ansprüche verjähren ohne Rücksicht auf die Kenntnis oder grobfährlässige Unkenntnis in 30 Jahren von ihrer Entstehung an (§ 199 Abs. 3a BGB).
Andere Ansprüche als Schadenersatzansprüche verjähren ohne Rücksicht auf die Kenntnis usw. in zehn Jahren von ihrer Entstehung an (§ 199 Abs. 4 BGB).

### Beweislast
Die Beweislast, den Verjährungsbeginn nachzuweisen, kehrt sich nicht durch bloßen Zeitverstrich um.

### Vereinbarungen über die Verjährung
Vereinbarungen über die Verjährungsfrist (Verkürzung oder Verlängerung der gesetzlichen Fristen) sind grundsätzlich zulässig.
Bei Haftung wegen Vorsatzes kann nach § 202 Abs. 1 BGB die Verjährung nicht im Voraus durch Rechtsgeschäft abgekürzt werden. Unstatthaft ist es ferner, eine längere Verjährungsfrist als von dreißig Jahren zu vereinbaren (§ 202 Abs. 2 BGB).
Bei Allgemeinen Geschäftsbedingungen bestehen Verkürzungsverbote für bestimmte Verjährungsfristen beim Kauf- und Werkvertrag (§ 309 Nr. 8b lit. ff. BGB).
Die Vergabe- und Vertragsordnung für Bauleistungen Teil B (VOB/B) kann jedoch weiterhin vereinbart werden. Danach gelten kürzere Verjährungsfristen (§ 13 Nr. 4 VOB/B).
Beim Verbrauchsgüterkauf ist bei gebrauchten Sachen die Verkürzung der Verjährungsfrist von Mängelansprüchen durch den Unternehmer bis auf ein Jahr statthaft (§ 476 Abs. 2 BGB).

### Wirkungen der Verjährung
Der Schuldner bekommt ein (dauerndes) Leistungsverweigerungsrecht, die „Einrede der Verjährung“ (§ 214 BGB). Einrede bedeutet, dass die Verjährung nicht von Amts wegen berücksichtigt wird, sondern vom Schuldner geltend gemacht werden muss.
Die Verjährung führt nicht zum Untergang des Anspruchs. Er bleibt bestehen und stellt einen Rechtsgrund für die erbrachte Leistung dar, die darum nicht rechtsgrundlos im Sinne der Vorschriften über die ungerechtfertigte Bereicherung ist und somit auch bei Unkenntnis der Verjährung nicht zurückgefordert werden kann (§ 214 Abs. 2 BGB).
Mit einem verjährten Anspruch kann aufgerechnet werden, wenn die sogenannte Aufrechnungslage schon bestand, als der Anspruch noch nicht verjährt war (§ 215 BGB). Jedoch ist immer zu beachten, ob der Anspruch aus anderen Gründen, zum Beispiel aufgrund eines vertraglichen oder gesetzlichen Aufrechnungsverbotes, nicht aufgerechnet werden darf.
Von Verjährungsfristen zu unterscheiden sind Ausschlussfristen, die teilweise in gesetzlichen Vorschriften zu finden sind (Beispiel: Anfechtungsfrist wegen Täuschung oder Drohung, § 124 BGB), häufig aber vertraglich vereinbart werden und insbesondere im Arbeitsrecht eine große Bedeutung haben. Häufig sind solche Ausschlussfristen für arbeitsrechtliche Ansprüche (aber auch für sonstige Rechte, auch Gestaltungsrechte) in Tarifverträgen zu finden und werden dort auch „Verfallfristen“ genannt, beispielsweise innerhalb des öffentlichen Dienstes sechs Monate, geregelt im BAT/TVöD. Während der Ablauf einer Verjährungsfrist nur ein Leistungsverweigerungsrecht begründet, also nur auf die entsprechende Einrede zu beachten ist, endet bei Ablauf einer Ausschlussfrist das Recht selbst und ist (im Prozess vom Richter) von Amts wegen zu beachten.
Ausschluss- und Verjährungsfristen können zusammentreffen, so muss etwa beim Reisevertrag der Reisende seinen Anspruch wegen Reisemangels einen Monat nach Reiseende geltend machen (Ausschlussfrist), der Anspruch selbst verjährt in zwei Jahren (§ 651g BGB).

### Unvordenkliche Verjährung
Das Rechtsinstitut der unvordenklichen Verjährung, das nicht ins BGB übernommen worden ist, aber in bestimmten landesrechtlichen Regelungen gilt, hat völlig andere Bedeutung. Es hat rechtsbegründenden Charakter.

## Strafrecht
Das Strafrecht (einschließlich Ordnungswidrigkeitenrecht) kennt zwei Typen der Verjährung:
Die Verfolgungsverjährung (§ 78 StGB) schließt die Ahndung einer Tat nach der im Gesetz geregelten Zeitdauer (mindestens 3 Jahre) aus. Es tritt somit ein Verfahrenshindernis ein. Wird das Verfahren dennoch eröffnet, muss es eingestellt werden. Die Verjährungsfrist von Mord und Völkermord wurde 1965 in der Verjährungsdebatte des Deutschen Bundestages diskutiert, 1969 verlängert und 1979 aufgehoben. Im Übrigen bestimmt sich die Verjährungsfrist nach der Strafandrohung des Delikts. Die Verfolgungsverjährung beginnt mit der Beendigung der Straftat.
Ordnungswidrigkeiten verjähren – je nach Höhe der Bußgeldandrohung – nach sechs Monaten bis drei Jahren (§ 31 OWiG). Für Verkehrsordnungswidrigkeiten gemäß § 24 Abs. 1 StVG gilt eine noch kürzere Frist von lediglich drei Monaten (§ 26 Abs. 3 StVG), solange wegen der Handlung weder ein Bußgeldbescheid ergangen noch öffentliche Klage erhoben ist, danach sechs Monate.
Die Vollstreckungsverjährung (§ 79 StGB) tritt ein, wenn eine rechtskräftig verhängte Strafe oder Maßnahme nach § 11 Abs. 1 Nr. 8 StGB infolge Zeitablaufs nicht mehr vollstreckt werden darf. Die Sicherungsverwahrung und die lebenslange Freiheitsstrafe verjähren nicht. Die sonstigen Verjährungsfristen bestimmen sich nach der verhängten Strafe. Beginn der Vollstreckungsverjährung ist die Rechtskraft der jeweiligen Entscheidung bzw. des Urteils.

## Öffentliches Recht
Ein Anspruch aus einem Verwaltungsakt unterliegt ebenfalls der Verjährung. Seine Verjährungsfrist beträgt dreißig Jahre nach der Unanfechtbarkeit (§ 53 Abs. 2 Verwaltungsverfahrensgesetz). Wird durch den Verwaltungsakt ein Anspruch auf wiederkehrende Leistungen gewährt, so gilt die Verjährung nach dem Bürgerlichen Gesetzbuch. Ansprüche aus öffentlich-rechtlichen Verträgen verjähren ebenfalls nach den zivilrechtlichen Vorschriften.
Ansprüche auf Sozialleistungen verjähren in vier Jahren nach Ablauf des Kalenderjahrs, in dem sie entstanden sind (§ 45 SGB I).
Für die Hemmung, die Ablaufhemmung, den Neubeginn und die Wirkung der Verjährung gelten die Vorschriften des Bürgerlichen Gesetzbuchs nach §§ 194 ff. sinngemäß.
Ansprüche auf Sozialversicherungsbeiträge verjähren nach vier Jahren; wurden diese jedoch vorsätzlich vorenthalten, gilt die dreißigjährige Verjährungsfrist. (§ 25 SGB IV)

## Steuerrecht
Hierbei unterscheidet man nach der deutschen Abgabenordnung zwischen Festsetzungsverjährung (siehe Überschrift vor § 169 AO) und Zahlungsverjährung (§ 228 AO).